# Hans Aanrud

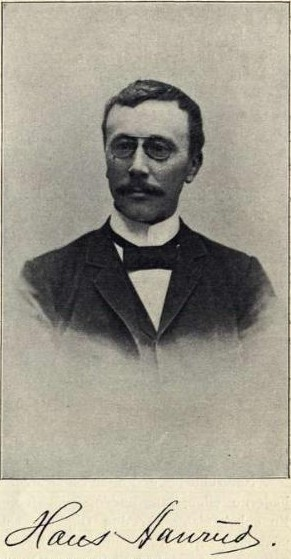
Hans Aanrud.

Hans Aanrud, född i Gausdal, Gudbrandsdalen, 3 september 1863, död 11 januari 1953, var en norsk författare, teater- och litteraturkritiker.

## Biografi
Aanrud blev student 1882 och var från januari 1899 en kort tid chef för Bergens teater. Han var litterär konsulent vid Nationaltheatret 1911–1923 och litteraturkritiker i Aftenposten 1925-1928.
Han debuterade 1888 som författare med en humoresk ur bondelivet. I novellistisk och dramatisk form publicerade Aanrud skildringar ur norskt småstads- och lantliv i östlandsbygderna. Skildringarna präglas av en godmodig, ofta humoristisk realism. Vissa av hans noveller är barnskildringar som bygger på hans barndomsm